# Pokemon: Diamond and Pearl Galactic Battle
Pokémon Diamond & Pearl: Galactic Battles română Pokemon Diamant&Perla-Bataliile Galactice este al doiprezecelea sezon din Pokemon anime, urmând după al unsprezecelea sezon. Este al treilea sezon din Diamant&Perla. 
Este de reținut că acest sezon nu există în Japonia, unde episodele sun date la televizor în fiecare joi.O invenție a  industriei televiziuni americane, de obiceiun un sezon nou este dat la televizor nouă luni din an, cu trei luni (de obicei vara) scos din program pentru a începe producția noului sezon, vechiul sezon fiind  dat în reluare. În Japonia nu este făcută nicio diferență între acest și alte sezoane din Diamant&Perla.
A început cu episodul pilot Get Your Rotom Running!, și s-ar putea termina cu episdul DP156.Asta i-ar putea da 52 de episoade la fel ca celelalte sezoane din  Diamant&Perla. 